# RRRrrrr!!!
RRRrrrr!!! – francuski film komediowy z 2004 roku.

## Fabuła
Akcja filmu rozgrywa się w prehistorii. Dwa zamieszkujące okolice rzeki plemiona rywalizują ze sobą – Brudnowłosi pragną za wszelką cenę zdobyć przepis na tajemniczą substancję – szampon, będący w posiadaniu plemienia Czystowłosych. Wódz Brudnowłosych wysyła swą córkę w przebraniu jako szpiega do obozu Czystowłosych, gdzie w tym czasie grasuje tajemniczy „zbrodniciel”. I tak równolegle rozwijają się dwa wątki: miłosny (córka wodza Brudnowłosych uwodzi członka plemienia Czystowłosych) oraz kryminalny (śledztwo mające na celu uchwycenie "zbrodniciela").

## Obsada
- Gérard Depardieu – Wódz Brudnowłosych
- Alain Chabat – Znachorolog
- Pascal Vincent
- Marina Fois
- Jean-Paul Rouve – Blondas
- Pierre-François Martin-Laval – Adam „Kędzior”
- Élise Larnicol – Żona Wodza
- Édith Le Merdy – Ewa, matka Blondasa
- Bernard Cheron – Adam, ojciec Blondasa

## Wersja polska
Opracowanie wersji polskiej: Start International Polska

Reżyseria: Joanna Wizmur

Dialogi polskie: Bartosz Wierzbięta

Wystąpili:
- Leszek Zduń – Adam
- Krzysztof Banaszyk – Blondas
- Małgorzata Socha – Kto
- Jerzy Kryszak – Znachorolog
- Grzegorz Halama – Zapowiadacz nocy
- Hanna Śleszyńska – Żona Wodza
- Tomasz Steciuk – Wódz Czystowłosych
- Sławomir Orzechowski – Wódz Brudnowłosych